# Корас де Тепик
«Ко́рас де Те́пик» (исп. Coras de Tepic) — мексиканский футбольный клуб из города Тепик, штата Наярит, выступающий в Ассенсо МХ, второй по уровню в системе футбольных лиг Мексики. Домашние матчи команда проводит на стадионе «Арена Кора», вмещающем около 16 600 человек. «Корас» в названии клуба — народ Кора, коренная этническая группа западно-центральной Мексики.

## История
Клуб «Корас де Тепик» был основан 19 июля 1959 года Франсиско Менхибаром Буэно и быстро, благодаря активности своих основателей, получил место во Втором дивизионе, в то время занимавшем второй уровень в системе футбольных лиг Мексики. Клуб беспрерывно играл там до сезона 1994/1995, когда была образована Примера А, занявшая место Второго дивизиона в мексиканской футбольной иерархии. Проведя 2 сезона на этом уровне клуб отправился рангом ниже, во Второй дивизион. Позднее команда играла и в Третьем дивизионе.
Клуб был возрождён в 2011 году, а в 2014 году «Корас де Тепик» получил место в Ассенсо МХ. В первом же турнире, Апертуре 2014, «Тепик» сумел выиграть регулярный чемпионат и выйти в финал Лигильи, в котором лишь по пенальти уступил «Некаксе». В Клаусуре 2015 команда не смогла попасть в зону плей-офф. По итогам Апертуры 2015 «Корас де Тепик» занял 11-е место.
В розыгрышах Кубка Мексики, по состоянию на конец 2015 года, «Корас де Тепику» ещё не удавалось выйти из группы.